# Etna-klass (1941)
Etna-klassen var en klass av två lätta kryssare som ursprungligen beställdes i Italien för den thailändska flottan 1938 och som sedan rekvirerades av den italienska flottan när andra världskriget bröt ut, men inget av fartygen färdigställdes och de skadade skroven skrotades efter kriget.

## Design
Den thailändska regeringen beställde två lätta kryssare från CRDA i Trieste 1938. Fartygen skulle ha ett deplacement på 5 500 ton och vara beväpnade med sex 15,2 cm kanoner i tre dubbeltorn. Arbetet med fartygen fortsatte efter Italiens inträde i kriget i en långsam takt tills den italienska regeringen tog över kontraktet i slutet av 1941.
Italienarna modifierade konstruktionen så att fartygen fick 13,5 cm allmålskanoner som huvudbeväpning och 6,5 cm kanoner som för luftvärn. Flygplansutrustningen och torpedtuberna togs också bort och överbyggnaden modifierades. Extra lastutrymme bestående av fyra lastrum med en total volym på 600 kubikmeter inkluderades också för att göra det möjligt för fartygen att fungera som snabba transportfartyg till Nordafrika. För att få tillgång till lastutrymmet monterades hopfällbara kranar. Extra bostäder installerades i den tidigare hangaren för sjöflygplan och på huvuddäcket.

## Skepp i klassen
| Namn                  | Påbörjad          | Sjösatt        | Öde                                              |
| --------------------- | ----------------- | -------------- | ------------------------------------------------ |
| Etna (ex-Taksin)      | 23 september 1939 | 28 maj 1942    | Borrad i sank av sin besättning i september 1943 |
| Vesuvio (ex-Naresuan) | 26 augusti 1939   | 6 augusti 1941 | Borrad i sank av sin besättning i september 1943 |

När Italien kapitulerade till de allierade i september 1943 var fartygens skrov till 53 procent färdiga. Även om båda fartygen saboterades innan de togs av tyskarna, kunde de fortsätta en del byggnadsarbete innan de övergav projektet. Fartygen borrades i sank Trieste 1945. Skroven bärgades och skrotades i slutet av 1950-talet.